# Животворящ източник (Негуш)
„Света Богородица Животворящ източник“ (на гръцки: Ζωοδόχου Πηγής, Παναγιωπούλα) е възрожденска православна църква в южномакедонския град Негуш (Науса), Егейска Македония, Гърция.

## Местоположение
Храмът е разположен на километър източно от Негуш, в едноименната местност Панайопула, на 150 m от пътя за Копаново. Храмът е наречен Панайопула, в превод Богородичка поради размерите си, и за да се отличава от другия храм „Света Богородица“ в града.

## История
Църквата е построена в XIX век като католикон на едноименния женски манастир. Манастирът вероятно е съществувал и пред Негушкото въстание и унищожаването на града в 1822 година. Видът на първочаналната църква е неизвестен. Точната дата на възстановяването след въстанието също е неизвестна.
Според „История на град Негуш“ на Евстатиос Стоянакис храмът е обновнен е в 1864 година при управлението на митрополит Софроний Берски и Негушки. 31 години по-късно в 1895 година е извършено ново обновяване при епитропите Димитриос Арнис и Константинос Какалес според надписа в храма:
| „ | ΕΓΕΝΕΤΟ ΕΠΙΜΕΛΕΙΑ ΤΩΝ ΕΠΙΤΡΟΠΕΥΟΝΤΩΝ ΚΥΡΙΩΝ ΔΗΜΗΤΡΙΟΥ ΑΡΝΙ ΚΑΙ ΚΩΝΣΤΑΝΤΙΝΟΥ ΚΑΚΑΛΕ ΕΤΕΙ 1895 | “ |

Вероятно при обновяването в 1895 година са издигнати подпорните стени на южната стена на храма.
Според член 3 на новия Статут на Негушката гръцка община, приет на 8 февруари 1912 година, храмът „Животворящ източник“ е енорийски манастир на общината. Според член 60 на същия правилник храмът допринася за издръжката на училищата в града. Според Статута църквата е автономна и се управлява от епитроп, избиран от избирателна колегия. Не е известно кога храмът губи независимостта си и е подчинен на църквата „Свети Георги“.
На 2 октомври 1985 година църквата е обявена за защитен паметник.

## Архитектура
Храмът представлява типичната за епохата трикорабна базилика без нартекс, с покрив с керемиди и с тристранна апсида на изток, украсена със слепи арки. На храма са правени лоши архитектурни изменения. Формата му е правоъгълна и размерите му са 21,20 Χ 11,40 m. Наосът има размери 16,20 х 9,95 m и на запад има женска църква. Размерите на светилището без конхата на апсидата са 3,07 х 9,95 m. Покривът е двускатен с леки засеки на изток и запад, така че на изток не се образува фронтон, а трапец.
Красиво оформеният западен вход е предназначен за жените, а северният – за мъжете. Над единия вход е изписан Теофан Атонски – покровителят на Негуш, а над другия – чудото на Животворящия източник.

## Вътрешност
Трите кораба във вътрешността са разделени от пет двойки колони. Колоните са дървени, кестенови и имат квадратна форма, която над един метър височина става шестоъгълна. Колоните имат прекрасни капители и се свързват в дървен дъговиден архитрав, украсен традиционно с образите на пророците и евангелистите. На първата колона в северния кораб е поставен амвонът, а на втората в южния – владишкият трон. Храмът има обичайната женска църква с П-образна форма на запад над главния вход. До нея води дървена стълба в северозападната част на наоса. Таванът е красиво украсен. В центъра в кръг е изписан Христос Вседържител. Подът на храма е покрит с керамични плочки с геометрични форми.

### Иконостас
Иконостасът е прост с впечатляваща височина, триделен и изписан в бледи цветове. Така са изписани и царските двери, амвонът и владишкият трон. Рамките на иконите са златни, докато другите повърхности са в синьо и бяло. Царските икони са шест и са от същото време и са изпълнени със същата техника, като тази на автора на първите стенописи от 1860 година. Трите икони на царските двери са по-късни и с различна техника. Първата икона вдясно от царските двери е на Иисус Христос, дело на поп Атанасий от Воден и Стерьос Димитриу от Кожани, като носи надпис „+ δια χειρός Αθανασίου Ιερέως προτόππ(απα): εκ Βοδενοίς και Στεργίου: εκ Κοζάνης 1860 Μαίου 20“. Втората икона е на Свети Йоан Кръстител, надживописано произведение, без особени качества, чийто оригинал е бил от 80-те години на XIX век. Следващата икона е „Въведение Богородично“ с позлатени ореоли на Света Ана и на Света Богородица – вероятно също дело на поп Атанасий от Воден. Първата икона вляво от царските двери е „Света Богородица на трон“ от XIX век, вероятно също дело на поп Атанасий и Стерьо Димитриу. Следващата икона е „Благовещение Богородично“, която показва влияние на западните стилове и богословие. Иконата поставя проблем и с името на храма, тъй като на това място по канона трябва да има икона „Животворящ източник“ - същият проблем съществуваи и в „Успение Богородично“ в Негуш. Следващата икона е „Апостолски събор“, творба от XIX век на неизвестен автор. В следващата зона са по-малки икони с изображения на живота и чудесата на Богородица, творби, изпълнени със същата техника като големите икони. В средния кораб иконостасът се извишава в третата зона. Кръстът е с равни рамене и в основата му има два змея и иконите на Богородица и Йоан Кръстител. Цялата композиция е на триъгълна основа, украсена с дърворезба и живопис.
Храмът има четири проскинитария. Два са отстрани на иконостаса – единият е, посветен на Свети Евстатий, а вторият на Животворящия източник – в долния десен ъгъл на иконата има надпис „ΔΙΑ ΕΠΙΤΡΟΠ ΜΠΟΥΖΑΛΗ: Χ: ΖΗΣΗ: ΙΩ“. Два проскинитария са отстрани на изхода на наоса при първите колони – вляво е „Свети Паралампий“, иконата е от XIX век със западни влияние, но с по-слаби естетически качества. Вдясно е „Вси Светии“, в чиято долна част се чете „Μνήσθητι κύριε του Δούλου σου Αδάμου, συν της συμβ: και των τέκνων αυτού εις μνημόσυνον αιώνιον, 1863 Αυγούστου 10. Κ διά χειρός Αναστασίου Ναουσ“.

### Стенописи
„Животворящ източник“ е втората църква след „Свети Георги“, която е почти изцяло изписана отвътре. За съжаление стенописите са надживописани. Авторът и датата на първите стенописи са неизвестни. В 1996 година те са обновени от негушкия зограф Хасюрас. В горната зона на северната июжната стенаса сцени от живота на Христос, а на запад – сцени от Стария Завет. Във втората цона са изображенията на светци. Изписано е и светилището и колонадите.